# Ode an den Sport
Die Ode an den Sport (französisch Ode au Sport) ist ein Gedicht des IOC-Präsidenten Pierre de Coubertin (1863–1937). Bei den Kunstwettbewerben der Olympischen Sommerspiele 1912 im schwedischen Stockholm erhielt das Werk die Goldmedaille in der Kategorie „Literatur“.
Coubertin hatte die neunstrophige Ode in deutscher und französischer Sprache unter dem Pseudonym „Georges Hohrod et M. Eschbach“ bei der Jury eingereicht. Das Autorenduo trat für das Deutsche Kaiserreich an. Erst 1919 wurde die tatsächliche Urheberschaft bekannt; 1990 wurden Hohrod und Eschbach-au-Val – zwei Nachbargemeinden des Heimatortes von Coubertins Ehefrau Marie Rothan (1861–1963), Luttenbach-près-Munster – als Namensgeber der Autorschaft identifiziert. In dem Werk sieht das Comité International Pierre De Coubertin eine Ähnlichkeit mit Paul Claudels zwischen 1904 und 1910 veröffentlichten Cinq Grandes Odes.